# Ernst Gebedinger
Ernst Gebedinger   (Winterthur, 10 de febrer de 1926 - Winterthur, 23 de maig de 2017) va ser un gimnasta artístic suís que va competir durant les dècades de 1940 i 1950.
El 1952 va prendre part en els Jocs Olímpics d'Estiu de Hèlsinki, on disputà vuit proves del programa de gimnàstica. Guanyà la medalla de plata en el concurs complet per equips, mentre en la resta de proves no va obtenir resultats destacables.
En el seu palmarès també destaquen tres medalles d'or al Campionat del Món de gimnàstica artística de 1950. Una greu lesió, mentre preparava el Campionat del Món de gimnàstica artística de 1954, l'obligà a retirar-se.